# Хајрије
Хајрије (тур. Hayriye) је насељено место у округу Карамурсел у вилајету Коџаели, Турска. Према попису из 2020. било је 287 становника.
Хајрије настањују Бошњаци, чији су се преци доселили 1877. године из Бихаћа и Мостара у Босни и Херцеговини.